# Талекан
Талекан (перс. طالقان‎) — город на севере Ирана, в остане Альборз. Административный центр одноимённого шахрестана.

## География
Город находится в северо-западной части Альборза, в южной части Эльбурса, в долине реки Шахруд, на расстоянии приблизительно 36 километров к северо-северо-западу (NNW) от Кереджа, административного центра провинции. Абсолютная высота — 1803 метра над уровнем моря.

## Население
По данным переписи 2006 года население города составляло 3281 человек (1728 мужчин и 1553 женщины). В Талекане насчитывалось 988 семей. Уровень грамотности населения составлял 86,74 %. Уровень грамотности среди мужчин составлял 86,17 %, среди женщин — 87,38 %.